# Procent
Een procent (van Latijn: pro centum, per honderd), aangeduid door het procentteken (%), is een honderdste deel. Men gebruikt procenten om een verhouding aan te geven, waarbij de referentiegrootheid op 100% wordt gesteld. Als het gaat om een deel van een groter geheel is het maximum 100%, maar bijvoorbeeld een toename kan ook meer dan 100% zijn. Een uitdrukking van de vorm "70%" wordt een percentage genoemd.
Door iets in procenten uit te drukken wordt vaak vermeden in decimalen te moeten rekenen en laten verhoudingen met dezelfde referentiegrootheid zich onderling gemakkelijk vergelijken. Bij een percentage moet uiteraard de referentiegrootheid duidelijk zijn. Bij bespreking van verhoudingen van drie of meer grootheden is dit echter niet altijd het geval.
Om de toe- of afname van percentages aan te geven, wordt vaak de term procentpunt gebruikt om verwarring met procentuele veranderingen te voorkomen.

## Percentage als schrijfwijze van een getal
Als een uitdrukking als "70%" in een wiskundige expressie voorkomt en daarom een getal op zichzelf moet zijn in plaats van een verhouding, heeft deze als betekenis het getal 0,7. Ook een spreadsheetprogramma beschouwt "70%" als een alternatieve formulering van 0,7, zowel bij invoer als voor de presentatie van een resultaat, als dit de van toepassing zijnde opmaakoptie is. Het procent is te beschouwen als alternatieve eenheid (0,01 in plaats van de triviale impliciete eenheid 1) voor een dimensieloze grootheid.
Als bij een formule gesteld wordt dat een variabele voor een percentage staat, kan onduidelijk zijn of een waarde 0,7 betekent 0,7% of 70%. Duidelijkheid kan in voorkomende gevallen worden bereikt door bij de verklaring van variabelen expliciet te spreken van "aantal procenten" enerzijds, en "aantal procenten gedeeld door 100", "fractie" of "perunage" anderzijds (bij rente: "rentevoet").

## Berekeningen
- Hoeveel is {\displaystyle p\%} van {\displaystyle a}?

{\displaystyle (p\%{\text{ van }}a)={\frac {p}{100}}\times a}
Voorbeeld: hoeveel is 36% van 38?
{\displaystyle (36\%{\text{ van }}38)={\frac {36}{100}}\times 38=13{,}68}
- Hoeveel procent is {\displaystyle a} van {\displaystyle b}?

{\displaystyle {\frac {a}{b}}\times 100}
Voorbeeld: hoeveel procent is 15 van 572?
{\displaystyle {\frac {15}{572}}\times 100=0{,}0262\times 100=2{,}62}
Dus 15 is 2,62% van 572.
- Vermenigvuldigen van percentages: wat is 70% van 60%?

70% = 70100 en 60% = 60100
(70% van 60%) = 70100×60100 = 70×60100×100 = 420010000 = 42100 = 42%
Dus 70% van een gedeelte van 60% is 42% van de oorspronkelijke hoeveelheid.
- Optellen van percentages: bij het optellen van percentages moet men goed weten wat men optelt. Telt men twee percentages van dezelfde referentiegrootheid op, dan kunnen de percentages gewoon opgeteld worden: een deel van 30% en een deel van 40% maken samen 70% uit van de oorspronkelijke hoeveelheid.  Anders wordt het als bij een bepaald deel nog een percentage van dat deel wordt opgeteld. Telt men bij een deel ter grootte van 20% van a (= 0,2 a) nog eens 10% van dat deel erbij (= 0,02 a), dan is het totaal (0,2 a + 0,02 a = 0,22 a)

20% + (10% van 20%) = 20100 + 20100×10100 = 0,20 + 0,02 = 0,22 = 22%.
Telt men eerst 20% ergens bij op en daarna nog eens 10% van dat totaal erbij, dan is de uiteindelijke toename
20% + (10% van (100% + 20%) ) = 20% +12% = 32%
- Aftrekken van percentages:
  - 20% erbij en 20% van het totaal af komt in totaal neer op 4% eraf (20 − 20 − 20 × 20 / 100 = −4).
  - 20% eraf en 20% van het restant erbij komt in totaal neer op 4% eraf (−20 + 20 − 20 × 20 / 100 = −4).

Merk op dat de volgorde in zo'n geval niet uitmaakt (ook al omdat 20% erbij neerkomt op vermenigvuldigen met 1,2 en 20% eraf op vermenigvuldigen met 0,8, en de volgorde bij vermenigvuldigen niet uitmaakt).

## Procenten bij oplossingen
Procenten hoeven niet noodzakelijk te duiden op honderdste delen van een geheel. Zo wordt een fysiologische zoutoplossing aangeduid als een oplossing van 0,9 % keukenzout. In dit geval betekent 0,9 % dat de oplossing 0,9 gram NaCl per 100 milliliter bevat. Het percentage wijst hier op een massaconcentratie.
Als er sprake is van volumeprocenten, zoals bijvoorbeeld het alcoholpercentage, vermeldt men wel vaak het percentage vergezeld van een toevoegsel: %vol of vol%. De notatie %v/v (volume per volume) voorkomt zelfs alle dubbelzinnigheid, maar wordt niet vaak toegepast.